# Austro-Daimler ADM
Der Austro-Daimler ADM II ist ein Pkw der Mittelklasse, den die Automobilfirma Austro-Daimler als Ergänzung zum großen Modell AD 6-17 1923 mit 2,5 Liter Hubraum herausbrachte. Wie dieser wurde er von Ferdinand Porsche entworfen. Er führte auch die Typenbezeichnung 10/40 PS. Der Motor hatte einen Leichtmetallblock und eine durch Königswelle angetriebene Nockenwelle.
Der Wagen hatte einen 6-Zylinder-Reihenmotor vorne eingebaut, der über ein 4-Gang-Getriebe die Hinterräder antrieb. Vorderräder waren an einer Starrachse befestigt und hatten Längsblattfedern. Die Hinterräder hingen ebenfalls an einer Starrachse, die sich an Ausleger-Halbfedern am Chassis abstützte. Im Unterschied zu den Modellen AD 6-17 und ADV war der Wagen mit einem Flachkühler ausgestattet. Alle vier Räder waren bei diesem Modell gebremst.
Bereits 1924 löste das Modell 10/45 PS mit einem geringfügig vergrößerten Motor das bisherige Modell 10/40 PS ab. Es wurde bis 1927 hergestellt.

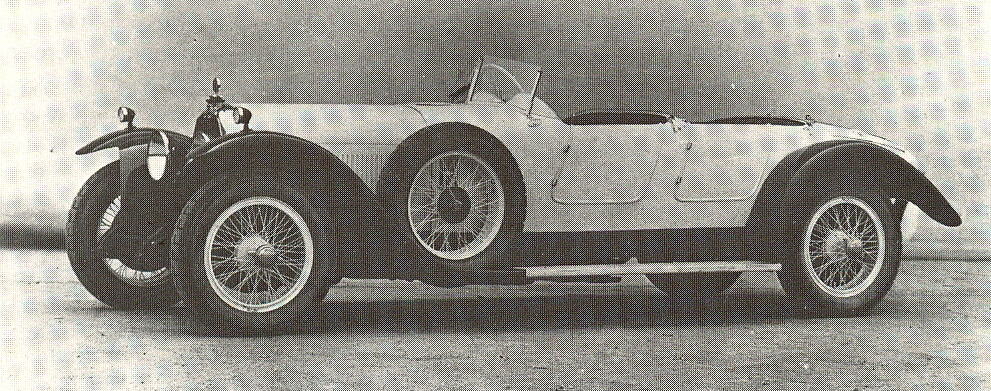
Austro-Daimler ADM 3 Liter Sportwagen 4 Sitze (1927)

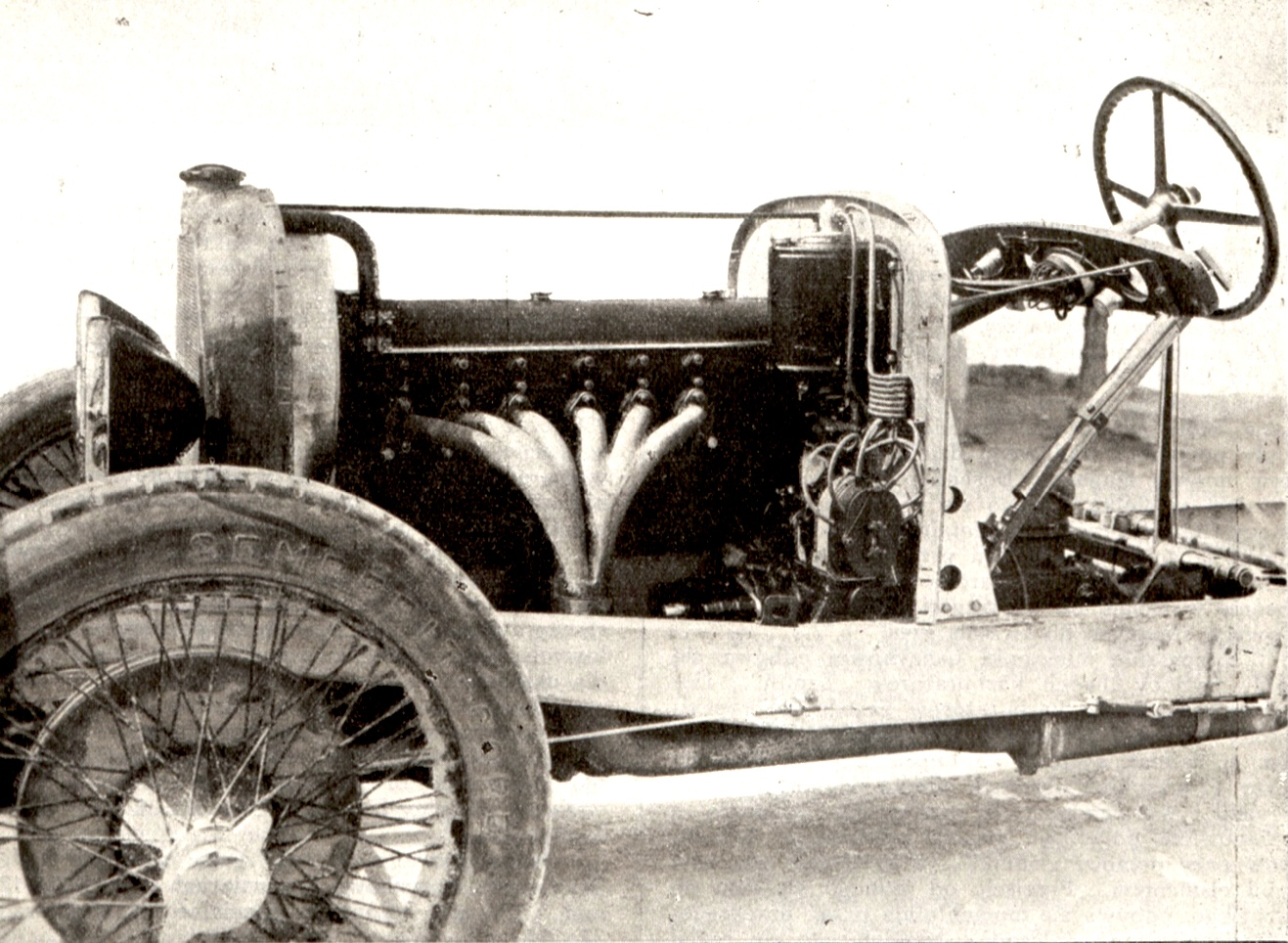
Austro-Daimler ADM 3 Liter Motoransicht (1926)

1926 erschien zusätzlich ein Sportwagen mit 3 Liter Hubraum, der Austro-Daimler ADM 3 Liter. Von ihm waren bis 1928 eine 2- und eine 4-sitzige Version lieferbar.
In 6 Jahren wurden von allen ADM-Ausführungen insgesamt ca. 500 Exemplare gefertigt. Nachfolger waren ab 1927 die Modelle ADR und ADR Sport.

## Technische Daten
| Typ                   | ADM II (10/40 PS)          | ADM II (10/45 PS)          | ADM 3 Liter (12/100 PS)    |
| Bauzeitraum           | 1923–1924                  | 1924–1927                  | 1926–1928                  |
| Aufbauten             | T4, L4, PL4, Cb2           | T4, L4, PL4, Cb2           | Cb2, Cb4                   |
| Motor                 | 6 Zyl. Reihe 4 Takt        | 6 Zyl. Reihe 4 Takt        | 6 Zyl. Reihe 4 Takt        |
| Ventile               | hängend (ohv), Königswelle | hängend (ohv), Königswelle | hängend (ohv), Königswelle |
| Bohrung × Hub         | 70 mm × 110 mm             | 71 mm × 110 mm             | 76 mm × 110 mm             |
| Hubraum               | 2540 cm3                   | 2613 cm3                   | 2994 cm3                   |
| Leistung (PS)         | 40                         | 45                         | 100                        |
| Leistung (kW)         | 29                         | 33                         | 74                         |
| Verbrauch             | 15 l / 100 km              | 15 l / 100 km              | 17 l / 100 km              |
| Höchstgeschwindigkeit | 100 km/h                   | 100 km/h                   | 130 km/h                   |
| Leergewicht           | 1700–1850 kg               | 1700–1850 kg               | 1250–1400 kg               |
| Zul. Gesamtgewicht    | 2200–2350 kg               | 2200–2350 kg               | 1750–1900 kg               |
| Elektrik              | 12 Volt                    | 12 Volt                    | 12 Volt                    |
| Länge                 | 4620 mm                    | 4620 mm                    | 3807–4352 mm               |
| Breite                | 1625 mm                    | 1625 mm                    | 1762 mm                    |
| Höhe                  | 1680 mm                    | 1680 mm                    | 1300 mm                    |
| Radstand              | 3450 mm                    | 3450 mm                    | 2750–3475 mm               |
| Spur vorne / hinten   | 1350 mm / 1350 mm          | 1350 mm / 1350 mm          | 1425 mm / 1385 mm          |

- T4 = 4-türiger Tourenwagen
- L4 = 4-türige Limousine
- PL4 = 4-türige Pullman-Limousine
- Cb2 = 2-türiges Cabriolet
- Cb4 = 4-türiges Cabriolet